# Forever (Spice-Girls-Album)
Forever ist das dritte Studioalbum der britischen Girlgroup Spice Girls und wurde am 6. November 2000 veröffentlicht. Es ist das einzige Album ohne Geri Halliwell, die bereits 1998 die Gruppe verließ.

## Titelliste
| #   | Titel                      | Spiel- dauer |
| --- | -------------------------- | ------------ |
| 1.  | Holler                     | 4:15         |
| 2.  | Tell Me Why                | 4:13         |
| 3.  | Let Love Lead the Way      | 4:57         |
| 4.  | Right Back at Ya           | 4:09         |
| 5.  | Get Down with Me           | 3:45         |
| 6.  | Wasting My Time            | 4:13         |
| 7.  | Weekend Love               | 4:04         |
| 8.  | Time Goes By               | 4:51         |
| 9.  | If You Wanna Have Some Fun | 5:25         |
| 10. | Oxygen                     | 4:55         |
| 11. | Goodbye                    | 4:35         |

Einige international verkaufte Versionen enthalten den Titel Goodbye nicht.

## Hintergrund

### Albuminformationen
Im November 2000 veröffentlichten die Spice Girls ihr drittes Album Forever. Mit einem neuen R&B-Sound erhielt das Album nur durchschnittliche Kritiken und erreichte nur einen Bruchteil des Erfolges seiner zwei Erfolgsvorgänger. Diese eigentlich als Anlass für ein Comeback geplante Veröffentlichung besiegelte faktisch gesehen das Ende der Spice Girls. Neben Holler und Let Love Lead the Way waren eigentlich noch Tell Me Why, If You Wanna Have Some Fun und Weekend Love als Single geplant gewesen und bereits als Promo-CDs in Umlauf gebracht worden. Doch wurde das „Forever-Projekt“ von den Mädchen zu Gunsten der Solokarrieren aufgegeben.
Im Februar 2001 gaben die Spice Girls bekannt, dass sie eine Bandpause einlegen würden, um sich erstmal einzeln auf ihre Solokarrieren zu konzentrieren. Eine offizielle Trennung ist nie erfolgt.

## Kritiken
laut.de beschrieb das Album wie folgt:

„Wenn man den Mädels glauben schenken darf, sind sie große Madonna-Fans und was hat die seinerzeit gemacht? Sie angelte sich fähige Produzenten, um vom belanglosen Pop weg zu kommen und ambitioniertere Musik zu machen. […] Und die Spice Girls? Der Bund Englischer Gewürzmädels (BEG) hätte gut daran getan, wie das angehimmelte Vorbild zu verfahren und kompetenteren Rat hinzu ziehen sollen. Statt dessen wird – bis auf einige lichte Momente – ein Soul-Süppchen angerührt, das andere origineller und vor allem besser hin bekommen. […] Die Produktion von ‚Forever‘ scheint wohl im Vorbeihören gemacht worden zu sein, denn ein E-Piano, das sich anhört wie die alte Orgel vomeim Oppa, hat doch längst im Museum zu stehen, und auch diese ewigen mehrstimmigen Gesangslinien kommen immer im 08/15-Schema daher.

Zum Glück kann der BEG noch halbwegs auf die Vocals von Mel C. und Emma Bunton zählen, denn Victoria und Mel B.s Stimmchen werden gegen ihren Willen mit elektronischen Mitteln am Leben erhalten. Sich an Soul zu versuchen, ist per se nichts Schlimmes, aber wenn dann so ein hingemurkstes Plagiat dabei heraus kommt, muss man über die gnadenlose Selbstüberschätzung gewaltig die Stirn runzeln.“

AllMusic bezeichnete das Album als

“[…] curiously self-conscious and flat. Neither the production, songs, nor performances have much life to them. […] there's little of the charm that made the Spice Girls so irresistible. Often, Forever plays like the Girls realized that it's their final album, and they put in just enough effort to make it palatable, but not enough to make it appetizing.”

## Kommerzieller Erfolg

### Chartplatzierungen

#### Album
| ChartsChartplatzierungen       | Höchstplatzierung | Wochen |
| ------------------------------ | ----------------- | ------ |
| Deutschland (GfK)              | 6 (8 Wo.)         | 8      |
| Österreich (Ö3)                | 10 (7 Wo.)        | 7      |
| Schweiz (IFPI)                 | 11 (9 Wo.)        | 9      |
| Vereinigte Staaten (Billboard) | 39 (7 Wo.)        | 7      |
| Vereinigtes Königreich (OCC)   | 2 (10 Wo.)        | 10     |

| ChartsJahrescharts (2000)    | Platzierung |
| ---------------------------- | ----------- |
| Vereinigtes Königreich (OCC) | 59          |

#### Singles
| Jahr | Titel                          | Höchstplatzierung, Gesamtwochen, AuszeichnungChartplatzierungen (Jahr, Titel, , Platzierungen, Wochen, Auszeichnungen, Anmerkungen) | Höchstplatzierung, Gesamtwochen, AuszeichnungChartplatzierungen (Jahr, Titel, , Platzierungen, Wochen, Auszeichnungen, Anmerkungen) | Höchstplatzierung, Gesamtwochen, AuszeichnungChartplatzierungen (Jahr, Titel, , Platzierungen, Wochen, Auszeichnungen, Anmerkungen) | Höchstplatzierung, Gesamtwochen, AuszeichnungChartplatzierungen (Jahr, Titel, , Platzierungen, Wochen, Auszeichnungen, Anmerkungen) | Höchstplatzierung, Gesamtwochen, AuszeichnungChartplatzierungen (Jahr, Titel, , Platzierungen, Wochen, Auszeichnungen, Anmerkungen) | Anmerkungen                                                  |
| Jahr | Titel                          | DE | AT | CH | UK | US | Anmerkungen                                                  |
| ---- | ------------------------------ | --- | --- | --- | --- | --- | ------------------------------------------------------------ |
| 1998 | Goodbye                        | DE17 (10 Wo.)DE | AT13 (9 Wo.)AT | CH8 (11 Wo.)CH | UK1 Platin · (21 Wo.)UK | US11 Gold · (11 Wo.)US | Erstveröffentlichung: 7. Dezember 1998 Verkäufe: + 1.772.000 |
| 2000 | Holler / Let Love Lead the Way | DE17 (9 Wo.)DE | AT24 (3 Wo.)AT | CH15 (10 Wo.)CH | UK1 Silber · (21 Wo.)UK | — | Erstveröffentlichung: 23. Oktober 2000 Verkäufe: + 362.000   |

### Auszeichnungen für Musikverkäufe
| Land/Region                  | Auszeichnungen für Musikverkäufe (Land/Region, Auszeichnung, Verkäufe) | Verkäufe  |
| ---------------------------- | ---------------------------------------------------------------------- | --------- |
| Australien (ARIA)            | Gold                                                                   | 35.000    |
| Belgien (BRMA)               | Gold                                                                   | 25.000    |
| Brasilien (PMB)              | Gold                                                                   | 100.000   |
| Deutschland (BVMI)           | Gold                                                                   | 150.000   |
| Finnland (IFPI)              | —                                                                      | 10.029    |
| Frankreich (SNEP)            | Gold                                                                   | 100.000   |
| Kanada (MC)                  | 2× Platin                                                              | 200.000   |
| Neuseeland (RMNZ)            | Gold                                                                   | 7.500     |
| Niederlande (NVPI)           | Gold                                                                   | 40.000    |
| Österreich (IFPI)            | Gold                                                                   | 25.000    |
| Schweiz (IFPI)               | Platin                                                                 | 50.000    |
| Spanien (Promusicae)         | Platin                                                                 | 100.000   |
| Vereinigtes Königreich (BPI) | Platin                                                                 | 300.000   |
| Insgesamt                    | 8× Gold · 5× Platin ·                                                  | 1.142.529 |

Hauptartikel: Spice Girls/Auszeichnungen für Musikverkäufe